# Bastilla (Grenoble)

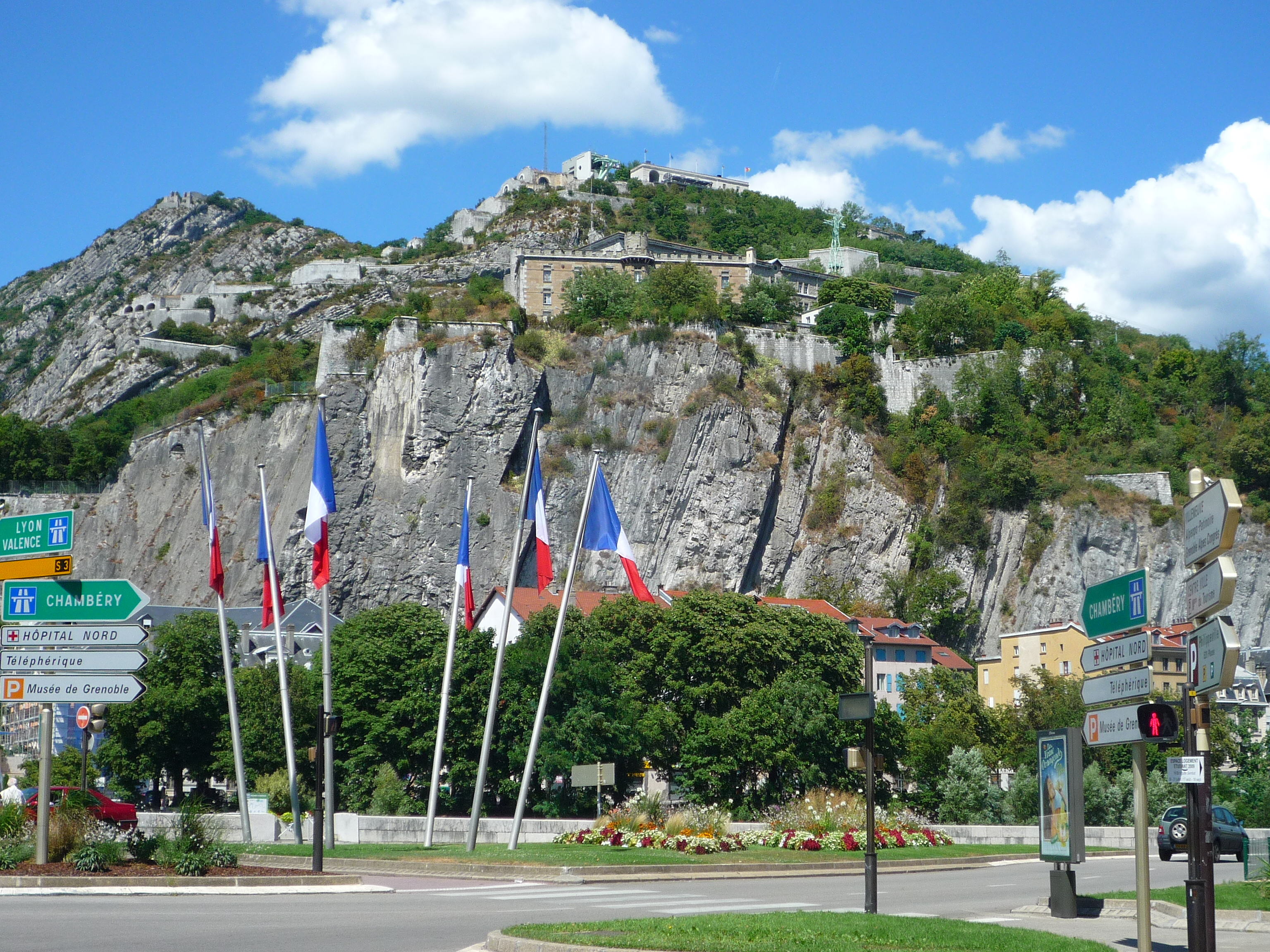
Colina y fortaleza de la Bastilla

La Bastilla es una antigua fortaleza militar del siglo XIX. A 476 metros sobre el nivel del mar, al pie de las montañas de Chartreuse, y con vistas a la ciudad de Grenoble en Francia. Accesible en Teleférico, la Bastilla, que también da el nombre a la colina, es la atracción principal de Grenoble con 600.000 visitantes al año.